# Flagge Montserrats

Union Jack des Gouverneurs

Die Flagge Montserrats wurde am 10. April 1909 eingeführt.
Es handelt sich um eine Blue Ensign, mit dem Union Jack in der linken oberen Ecke und dem Wappen Montserrats auf der rechten Seite. Dieses zeigt Erin, die Irland personifiziert, was unter anderem auch an der goldenen Harfe, einem weiteren Symbol Irlands, erkennbar ist. Auf diese Weise wird die irische Abstammung eines großen Teils der europäischen Einwanderer der Kolonie dargestellt.
Siehe auch: Liste der britischen Flaggen